# Gaël Cottat
Pour les articles homonymes, voir Cottat.
Gaël Cottat est un acteur, auteur et réalisateur français né le 4 janvier 1990 dans la Nièvre,, à Cosne-Cours-sur-Loire.

## Biographie
Il obtient en 2008 son baccalauréat, avec une option cinéma, puis quitte Nevers pour Paris, afin de suivre des cours d’art dramatique,.
Son premier roman Tant que les papillons auront des ailes est paru en 2007, suivi de Mots pour maux, en 2009,.
Il est connu pour son rôle de Ludo dans la série Soda, entre 2011 et 2015.
Pour son rôle de Josh dans le film de Sophie Galibert Ice Cream, il reçoit, ex æquo avec Aude-Laurence Clermont-Biver (Noémie), le Prix d'interprétation du Festival de Troyes Premières marches en 2010.

### Vie personnelle
En avril 2024, l'acteur signe une tribune dans Libération condamnant les propos de Marion Maréchal sur la GPA de Simon Porte Jacquemus, révélant au passage publiquement son homosexualité.

## Filmographie

### Cinéma

#### Longs métrages
- 2012 : La Vérité si je mens ! 3 de Thomas Gilou : Le garçon geek
- 2017 : Mon Poussin : un des membres du groupe de parole
- 2018 : La fête des mères : ami de Fred

#### Courts métrages
- 2007 : Dessine-moi de Florence Bolufer[5]
- 2009 : Ice cream de Sophie Galibert[2]
- 2010 : Au loin les nuages de Sarah Hafner[2]
- 2011 : La vieille dame et le garçon de Gaël Cottat
- 2013 : Une Histoire de Garcons d'Alexis Hugon-Jeannin
- 2015 : Une nuit au soleil de Sarah Megan Allouch[8]
- 2016 : C'est toi le chat ! de Daphné Baiwir[9]

### Télévision
- 2011-2013 : Soda - Saison 1 à 3 : Ludovic « Ludo » Drancourt
- 2014 : Camping paradis - épisode 35 - Le gendre idéal : Raphaël
- 2014 : Soda : Un trop long week-end : Ludo
- 2015 : Soda : Le Rêve américain : Ludo
- 2017 : Illégitime : Xavier
- 2017 : Munch[5] : Paul Kentz
- 2023 : La Guerre des trônes, la véritable histoire de l'Europe (Saison 7) : Camille Desmoulins
- 2023 : Avenir : Patient Docteur

### Publicité
- 2015 : Nescafé
- 2022-2023 : Burger King France[10]
- 2023 : CIC, Banque et Assurances.

### Clip
- 2009 : Un premier amour

## Théâtre
- 2018-2024 Les Crapauds  Fous de et mis en scène par Mélody Mourey Ciné XIII Théâtre / Théâtre des Béliers Parisiens / Le Splendid / Théâtre de la Renaissance
- 2019 : Le Malade imaginaire de Molière, mise en scène Daniel Auteuil, Théâtre de Paris
- 2022 George Dandin de Molière, mise en scène de Thierry Harcourt, Festival Des 3 coups de Jarnac
- 2024 Des Pivoines du Japon de Emmanuel Robert-Espalieu, mis en scène par Fabio Marra, La Scala Provence

## Publications

### Romans
- 2007 : Tant que les papillons auront des ailes
- 2009 : Mots pour maux

## Distinctions
- 2010 : Festival de Troyes Premières marches :  Prix d'interprétation